# 帕蘭斯科耶湖
58°49′34″N 160°48′59″E / 58.8261°N 160.8163°E
帕蘭斯科耶湖（俄语：Паланское），是俄羅斯的湖泊，位於該國東北部，由堪察加邊疆區負責管轄，面積28.2平方公里，海拔高度274米，集水區面積623平方公里，平均水深14.8米。